# Micropolypodium cornigera
Micropolypodium cornigera là một loài dương xỉ trong họ Polypodiaceae. Loài này được Baker X.C. Zhang mô tả khoa học đầu tiên năm 2000.